# 스포츠 익스프레스
스포츠 익스프레스는 JTV MAGIC FM에서 DJ 안준성이 진행하는 전북 전지역에 보내드리는 프로그램이다.

## 방송 시간
- 매주 (일) 18:00 ~ 20:00

## 링크
- 안준성의 스포츠익스프레스

| JTV MAGIC FM                                         |                                                              |                      |
| 이전                                                 | 송슬기의 슬기로운 라디오 방송 (월~토) 스포츠 익스프레스 (일) | 다음                 |
| 김민영의 민영방송 (월~토) 봉쥬르~ 전북 (일)          | 송슬기의 슬기로운 라디오 방송 (월~토) 스포츠 익스프레스 (일) | 권은비의 영스트리트  |
| 오후 4시 ~ 오후 6시 (월~토) 오후 4시 ~ 오후 6시 (일) | 오후 6시 ~ 오후 8시 (월~토) 오후 6시 ~ 오후 8시 (일)         | 오후 8시 ~ 오후 10시 |
|                                                      |                                                              |                      |